# Хайнрих IV (Велденц)
Вижте пояснителната страница за други личности с името Хайнрих IV.
Хайнрих IV (на немски: Heinrich IV von Veldenz, † 1393) от фамилията Геролдсек е от 1389 до 1393 г. граф на Велденц в днешен Рейнланд-Пфалц, Германия. 

## Биография
Той е големият син на граф Хайнрих III фон Велденц († 1389) и графиня Лорета фон Спонхайм-Щаркенбург († сл. 1364), дъщеря на граф Йохан III фон Спонхайм-Щаркенбург.
Хайнрих IV се жени на 25 май 1387 г. за Елизабет фон Катценелнбоген (пр. 1384 – сл. 1393), дъщеря на граф Дитер VIII фон Катценелнбоген и съпругата му графиня Елизабет фон Насау-Висбаден, дъщеря на Адолф I фон Насау-Висбаден. Те нямат деца.
Той е последван през 1393 г. от по-малкия му брат граф Фридрих III.